# Ратнер, Йоханан
Йоханан (Евгений, Женька) Ратнер (1891, Одесса, Российская империя — 1965, Хайфа, Израиль), израильский архитектор, командир «Хаганы».

## Биография
Йоханан Ратнер родился и вырос в ассимилированной еврейской семье Хаима Ратнера и Эстер Перец, учился в гимназиях Одессы и Мангейма (Германия). Окончил Технологический институт в Карлсруэ (Германия) по специальности архитектура. С начала Первой мировой войны вернулся в Россию, служил штабным офицером в царской, а затем в Красной армии.
- В 1923 году приехал в Палестину, получил должность профессора в хайфском Технионе
- В 1930—1963 годах руководил архитектурным факультетом хайфского Техниона
- В 1929 году был членом хайфского комитета Хаганы в Эрэц-Исраэль, участвовал в отражении нападений арабских экстремистов на еврейские кварталы Иерусалима
- В 1938—1939 годах содействовал превращению разрозненных местных отрядов Хаганы в организованную сеть, подчиненную единому центральному командованию, которое он возглавлял
- В годы Второй мировой войны осуществлял координацию действий руководства Хаганы и ишува с командованием британских сил на Ближнем Востоке
- После создания Армии обороны Израиля был назначен в Генеральный штаб руководителем отдела планирования при чрезвычайном положении (в чине генерал-майора)
- В 1948—1951 годах был военным атташе израильского посольства в Москве, СССР.
- После выхода в отставку преподавал на факультете архитектуры в Технионе.

## Основные проекты и постройки
- Гостиница «Эден» и здание Еврейского агентства в Иерусалиме,
- Факультет аэронавтики в Технионе, Хайфа
- Сельскохозяйственная школа в поселении Кфар-ха-Ярок[англ.]
- Учебно-воспитательный комплекс партии МАПАЙ «Бет-Берл» в Цофите близ Кфар-Савы

## Личная жизнь
Был женат на Оре Вайц. Двое сыновей — Давид (военный летчик, погиб в 1954 году в возрасте 20 лет) и Михаэль (архитектор).